# Polemic (revista)
Polemic foi uma revista britanica de Filosofia, Psicologia e Estética, publicada entre 1945 e 1947, que teve como objetivo ser um periódico geral ou não-especialista intelectual.
Editada pelo ex-comunista Humphrey Slater, que era "simpático à ciência, hostil às manifestações intelectuais do romantismo, e marcadamente anti-comunista. [carece de fontes?]
Oito edições foram publicados.  A primeira, publicada em forma de livro para poder escapar da proibição de novos periódicos imposta pelo racionamento de papel em tempo de guerra, incluiu contribuições de Henry Miller, Bertrand Russell, Alfred Jules Ayer, Stephen Spender, Glover Stephen, George Orwell, C.E.M. Joad e Rupert Crawshay-Williams.
Orwell contribuiu com cinco ensaios durante a existencia da revista e Russell e Ayer contribuiram com quatro cada. Outros contribuintes incluídos Philip Toynbee, Hugh Trevor-Roper, Dylan Thomas, Diana Witherby, Stuart Hampshire, Geoffrey Grigson, Ben Nicholson, Adrian Stokes, JD Bernal  CH Waddington e John Wisdom.

## Ensaios de Orwell
- "Notes on Nationalism" (Polemic, n º 1 - outubro de 1945 - escrito em maio de 1945)[5]
- "The Prevention of Literature"  (Polemic, n º 2 - janeiro de 1946)[4]
- "Second Thoughts on James Burnham" (Polemic, n º 3 - maio de 1946)[4]
- "Politics vs. Literature: An Examination of Gulliver's Travels"  ( Polemic, n º 5 - setembro-outubro de 1946) [4]
- "Lear, Tolstoy and the Fool"   ( Polemic, n º 7)[4]
- Orwell também contribuiu com um editorial não assinado no (Polemic, n º 3 - maio de 1946)